# Cymothales dulcis
Cymothales dulcis is een insect uit de familie van de mierenleeuwen (Myrmeleontidae), die tot de orde netvleugeligen (Neuroptera) behoort. 
Cymothales dulcis is voor het eerst wetenschappelijk beschreven door Gerstäcker in 1894.